# Belleraca
La belleraca o el salsufragi (Heracleum sphondylium) és una espècie de planta biennal natural d'Europa i Àsia molt difosa per praderies i pastures.
Salsufragi també és el nom d'una altra planta (Silene saxífraga).

## Característiques
Té el tija buida, estriada i pot assolir una altura d'entre els 60 cm i els 2 metres d'altura amb fulles pinnades i peloses. Les flors formen umbel·les (semblant a paraigües) amples de fins a 20 cm de diàmetre de color blanc.

## Distribució i hàbitat
Creix en gran varietat d'hàbitats i s'adapta molt bé a praderies, pastures, vores de boscos i zones de ribera. Prefereix sòls ben drenats i s'adapta a llocs assolellats i llocs parcialment ombrívols. A més a més, també pot créixer a vores de carreteres.
La seva distribució natural és per tot Europa, fins a Turquia i Ucraïna. Ha estat introduïda a Islàndia, Nova Zelanda, alguns estats dels Estats Units i nord de Rússia i Finlàndia.